# 喬瓦尼·塞岡蒂尼
乔瓦尼·塞冈蒂尼（義大利語：Giovanni Segantini；1858年1月15日—1899年9月28日），是19世纪现实主义画家，作品大多以牧村和阿尔卑斯山区为题材。圣莫里茨有以其命名的博物馆。